# Niepokoje
Niepokoje – drugi album studyjny polskiej grupy muzycznej Milczenie Owiec.

## Lista utworów
| Nr  | Tytuł utworu                  | Długość |
| --- | ----------------------------- | ------- |
| 1.  | „Niepokoje”                   | 3:45    |
| 2.  | „Cela”                        | 4:04    |
| 3.  | „Degradacja”                  | 4:03    |
| 4.  | „Przyjdą Tu”                  | 3:41    |
| 5.  | „Kokon”                       | 1:06    |
| 6.  | „Ćma”                         | 4:02    |
| 7.  | „Bunt”                        | 3:47    |
| 8.  | „Niewiele”                    | 4:28    |
| 9.  | „Zapytaj Mnie Czy Cię Kocham” | 3:34    |
| 10. | „Koma”                        | 3:27    |
| 11. | „To Koniec”                   | 3:30    |
| 12. | „Mgła”                        | 1:26    |
|     |                               | 40:53   |

## Twórcy
- Aleksandra Wysocka - śpiew
- Mateusz Sieńko - gitara
- Hubert Koczergo - gitara
- Łukasz "Gajowy" Gajowniczek - gitara basowa
- Maciej "Szymbor" Szymborski - perkusja